# Pantoporia paraka
Pantoporia paraka är en fjärilsart som beskrevs av Butler 1879. Pantoporia paraka ingår i släktet Pantoporia och familjen praktfjärilar. Inga underarter finns listade i Catalogue of Life.